# Cabinet Steinbrück
Land de Rhénanie
-du-Nord-Westphalie
Clement II Rüttgers
Le cabinet Steinbrück (en allemand : Kabinett Steinbrück) est le gouvernement du Land de Rhénanie-du-Nord-Westphalie entre le 12 novembre 2002 et le 24 juin 2005, durant la treizième législature du Landtag.

## Coalition et historique
Dirigé par le nouveau ministre-président social-démocrate Peer Steinbrück, ce gouvernement est constitué et soutenu par une « coalition rouge-verte » entre le Parti social-démocrate d'Allemagne (SPD) et l'Alliance 90 / Les Verts (Grünen). Ensemble, ils disposent de 119 députés sur 231, soit 51,5 % des sièges du Landtag.
Il est formé à la suite de la nomination de Wolfgang Clement, au pouvoir depuis juin 1998, comme ministre fédéral de l'Économie et du Travail, et succède au cabinet Clement II, constitué et soutenu par une coalition identique.
Lors des élections législatives régionales du 22 mai 2005, l'alliance au pouvoir perd la majorité dont elle disposait au profit d'une « coalition noire-jaune » entre l'Union chrétienne-démocrate d'Allemagne (CDU) et le Parti libéral-démocrate (FDP). C'est alors la première fois depuis 1966 que le SPD est exclu du gouvernement, et depuis 1975 que la CDU lui passe devant. En conséquence, le chrétien-démocrate Jürgen Rüttgers forme son propre cabinet.

## Composition

### Initiale (12 novembre 2002)
- Les nouveaux ministres sont indiqués en gras, ceux ayant changé d'attributions, en italique.

| Poste                                                                                             | Ministre | Ministre          | Parti  |
| ------------------------------------------------------------------------------------------------- | -------- | ----------------- | ------ |
| Ministre-président                                                                                |          | Peer Steinbrück   | SPD    |
| Vice-ministre-président Ministre de l'Urbanisme, du Logement, de la Culture et des Sports         |          | Michael Vesper    | Grünen |
| Ministre des Finances                                                                             |          | Jochen Dieckmann  | SPD    |
| Ministre de l'Intérieur                                                                           |          | Fritz Behrens     | SPD    |
| Ministre de la Justice                                                                            |          | Wolfgang Gerhards | SPD    |
| Ministre de la Santé, des Affaires sociales, des Femmes et de la Famille                          |          | Birgit Fischer    | SPD    |
| Ministre de l'Éducation, de la Jeunesse et de l'Enfance                                           |          | Ute Schäfer       | SPD    |
| Ministre de l'Environnement, de l'Agriculture, de la Protection de la Nature et des consommateurs |          | Bärbel Höhn       | Grünen |
| Ministre des Transports, de l'Énergie et de l'Aménagement du territoire                           |          | Axel Horstmann    | SPD    |
| Ministre de l'Économie et du Travail                                                              |          | Harald Schartau   | SPD    |
| Ministre de la Science et de la Recherche                                                         |          | Hannelore Kraft   | SPD    |
| Ministre des Affaires fédérales, européennes, et des Médias (15/10/2004)                          |          | Wolfram Kuschke   | SPD    |